# Dialekty makedonského jazyka

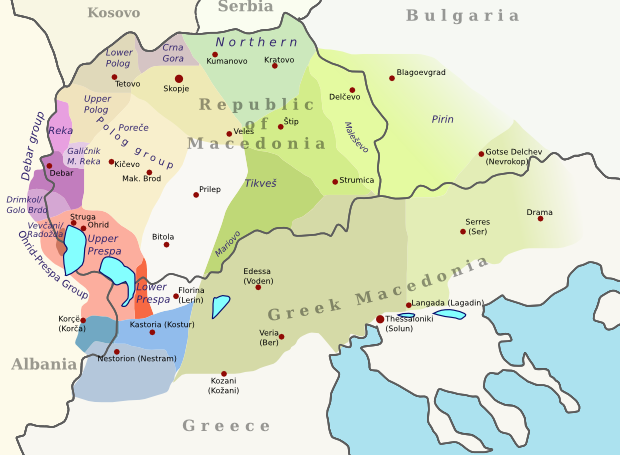
Mapa makedonských slovanských dialektů

Dialekty makedonského jazyka jsou slovanské dialekty užívané ve státě Severní Makedonie a některé formy i ve větším historickém a geografickém regionu Makedonie. Jsou součástí dialektů jihoslovanských jazyků - na východě se jedná o makedonštinu a bulharštinu, na severu o torlačtinu. Přesné vymezení rozdílů mezi jazyky je sporné a kontroverzní.
Makedonští spisovatelé označují všechny dialekty používané v geografickém regionu Makedonie za makedonštinu, včetně těch, které se používají v nejzápadnější části Bulharska (nazývané Pirinská Makedonie), zatímco bulharští spisovatelé je zařazují pod bulharštinu. Před kodifikací standardní makedonštiny v roce 1945 byly makedonské dialekty považovány za bulharštinu. V Řecku těmito dialekty hovořily řečtí Slované, kteří se nepovažovali ani za Bulhary či Makedonce. Tyto dialekty zde byly nazývány jako Dopia (lokální), Stariski (staré) nebo Našinski (naše).
Lingvisticky lze dialekty Makedonie v širším smyslu rozdělit na východní a západní skupiny (hranice pochází přibližně od Skopje a Skopska Crna Gora podél řek Vardar a Crna) na základě velké skupiny rysů.

## Dialekty

### Severní dialekty

#### Západ
1. Tetovský dialekt
2. Dialekt ve Skopsko Crne Gore
3. Goranský dialekt

Východ
1. Kumanovský dialekt
2. Kratovský dialekt
3. Krivopalanský dialekt
4. Ovčepolský dialekt

### Západní dialekty

#### Centrum
1. Prilepsko-bitolský dialekt
2. Kičevo-porečský dialekt
3. Skopsko-veleský dialekt

#### Západ a sever
1. Gostivarský dialekt
2. Dialekt v Rece
3. Galičnický dialekt
4. Debarský dialekt
5. Drimkol-golobrdský dialekt
6. Vevčansko-radoždský dialekt
7. Strugský dialekt
8. Ochridský dialekt
9. Gornoprespský dialekt
10. Dolnoprespský dialekt

### Východní a jižní dialekty

#### Východ
1. Tikvešsko-mariovský dialekt
2. Štipsko-kočanský dialekt
3. Strumický dialekt
4. Malešovo-pirinský dialekt

#### Jihozápad
1. Nestramsko-kostenarský dialekt
2. Korčanský dialekt
3. Kosturský dialekt

#### Jihovýchod
1. Soluňsko-vodenský dialekt
2. Dialekt Ser-Drama-Lagadin-Nevrokop

Většina lingvistů klasifikuje dialekty v Pirinské Makedonii a na východě Řecké Makedonie jako bulharštinu, a dialekty ve zbytku Řecka a Severní Makedonii jako makedonštinu.